# The Fratellis
The Fratellis (ital.: Gebrüder) sind eine britische Rockband aus Glasgow.

## Bandgeschichte
Der Bandname stammt vom Geburtsnamen der Mutter des Bassisten Barry Wallace, jetzt Barry Fratelli, und ist nicht auf die Schurkenbande in Richard Donners The Goonies zurückzuführen. Die anderen Bandmitglieder "adoptierten" diesen Namen als Künstlernamen. Passenderweise bedeutet Fratelli im Italienischen Brüder.
Der Durchbruch des Trios kam 2006 mit der Single Henrietta, ihrem ersten Charthit in Großbritannien. Es folgten zwei Top-Ten-Singles und das Debütalbum Costello Music, das auf Anhieb Platz 2 in den LP-Charts einnahm.
Anfang 2007 wurde ihr Album dann auch europaweit veröffentlicht und kam unter anderem in den deutschsprachigen Ländern in die Charts. Die Fratellis wurden im Januar durch die Apple iPod-TV Spots bekannt, in denen der Song "Flathead" verwendet wurde, woraufhin der Song dort auch auf einer EP herauskam.
Auf der Single Baby Fratelli sind zwei T. Rex-Cover enthalten. Es handelt sich dabei um eine Live-Version von Hot Love (nur auf der CD-Single) und eine Studioversion von Solid Gold Easy Action, die aber nur auf der Limited Edition Shaped Vinyl enthalten ist.
Der Song Chelsea Dagger wurde beim UEFA-Pokal-Finale 2007 (in Glasgow) gespielt, während der Kapitän vom FC Sevilla, Javi Navarro den Pokal in die Höhe reckte. Anfang Oktober 2007 erschien eine DVD mit dem vollen Konzert der Band an der Brixton Academy zuzüglich Bonusmaterial.
Am 6. Juni 2008 erschien ihr zweites Album Here We Stand, das im eigenen Studio aufgenommen wurde. The Fratellis traten 2007 und 2008 bei Rock am Ring und Rock im Park auf.
Der Song Chelsea Dagger ist die Titelmusik zur VOX-Doku Mein Restaurant. Er ist zudem die Torhymne der Fußballvereine Juventus Turin, 1. FC Nürnberg und SV Ried sowie des NHL-Teams Chicago Blackhawks. Der Song ist auch in dem Videospiel Burnout Dominator zu hören. Zum Videospiel FIFA 09 steuerten sie den Song Tell Me a Lie aus dem Album Here We Stand bei.
Nach einer Auszeit, die beinahe drei Jahre währte, gab die Band am 4. Juni 2012 bekannt, dass sie ein Konzert für das Eilidh Brown Memorial Fund zum Anlass nehmen würden, die Zusammenarbeit als The Fratellis wieder aufzunehmen. Am 7. Oktober 2013 erschien ihr drittes Album unter dem Titel We need Medicine.

## Stil
Der Sound der Fratellis erinnert mehr an die Londoner Rock- und Punk-Szene, die sich um und nach den Libertines gebildet hatte, als an schottische Nachbarn wie zum Beispiel Franz Ferdinand. Hinzu kommt jedoch ein deutlicher Einfluss britischen Glam-Rocks, wobei insbesondere Slade und T. Rex zu nennen sind. Es heißt, Diana Lemm und Glenn Fisher, Jugendfreundinnen der Fratellis, hätten deren Musikstil nachhaltig beeinflusst, was jedoch in Kennerkreisen höchst strittig ist. Zu den dominantesten Einflüssen der Band zählen laut Sänger John Lawler: The Beatles, Led Zeppelin, The Clash und Pink Floyd. Gerade diese traditionellen Vorbilder macht er für einen langfristigen musikalischen Erfolg von Bands verantwortlich: „Denn den meisten Bands hört man an, dass sie eben nicht von älteren, wegweisenden Bands der letzten Jahrzehnte beeinflusst wurden, sondern von Bands der letzten ein oder zwei Jahre, die halt gerade einen aktuellen, kurzlebigen Trend vorgeben sollen. Über kurz oder lang wird das alles aber aussterben.“

## Diskografie

### Alben
- 2006: Costello Music
- 2008: Here We Stand
- 2013: We Need Medicine
- 2015: Eyes Wide, Tongue Tied
- 2018: In Your Own Sweet Time
- 2021: Half Drunk Under a Full Moon

### EPs
- 2006: The Fratellis EP
- 2007: Flathead EP (nur USA und Europa)
- 2007: Ole Black ’n’ Blue Eyes EP
- 2014: The Soul Crush EP

### Singles
- 2006: Henrietta
- 2006: Chelsea Dagger
- 2006: Whistle for the Choir
- 2007: Baby Fratelli
- 2007: Flathead
- 2008: Mistress Mabel
- 2008: Look Out Sunshine
- 2008: A Heady Tale
- 2013: Seven Days Seven Nights

## Auszeichnungen für Musikverkäufe
| Goldene Schallplatte - Italien - 2024: für die Single Chelsea Dagger - Japan - 2007: für das Album Costello Music - Neuseeland - 2024: für das Album Costello Music | Platin-Schallplatte - Europa - 2007: für das Album Costello Music |

Anmerkung: Auszeichnungen in Ländern aus den Charttabellen bzw. Chartboxen sind in ebendiesen zu finden.
| Land/RegionAuszeichnungen für Musikverkäufe (Land/Region, Auszeichnungen, Verkäufe, Quellen) | Silber     | Gold     | Platin     | Verkäufe    | Quellen          |
| -------------------------------------------------------------------------------------------- | ---------- | -------- | ---------- | ----------- | ---------------- |
| Europa (IFPI)                                                                                | —          | —        | Platin1    | (1.000.000) | ifpi.org         |
| Italien (FIMI)                                                                               | —          | Gold1    | —          | 50.000      | fimi.it          |
| Japan (RIAJ)                                                                                 | —          | Gold1    | —          | 100.000     | riaj.or.jp       |
| Neuseeland (RMNZ)                                                                            | —          | Gold1    | —          | 7.500       | radioscope.co.nz |
| Vereinigtes Königreich (BPI)                                                                 | 2× Silber2 | Gold1    | 7× Platin7 | 3.660.000   | bpi.co.uk        |
| Insgesamt                                                                                    | 2× Silber2 | 4× Gold4 | 8× Platin8 |             |                  |